# Offenkundige Tatsache
Eine offenkundige Tatsache im juristischen Sinne der deutschen Zivilprozessordnung ist eine Tatsache, deren Wahrheit sich entweder aus zuverlässigen allgemein zugänglichen Quellen ergibt und für jedermann unmittelbar einsichtig ist oder deren Wahrheit dem Gericht bereits amtlich (also dienstlich) bekannt gemacht wurde. Tatsachen sind konkrete, nach Zeit und Raum bestimmte, vergangene oder gegenwärtige Geschehnisse oder Zustände der Außenwelt (sog. äußere Tatsachen) oder des menschlichen Seelenlebens (sog. innere Tatsachen, einschließlich Absichten), die zum Tatbestand der anzuwendenden Rechtsnorm gehören.
Ähnliche Regelungen gelten auch im Strafprozessrecht und im Verwaltungsprozessrecht Deutschlands.

## Zivilprozessrecht
Offenkundige Tatsachen bedürfen im Zivilprozess (und entsprechend auch in den anderen Prozessarten) auch im Falle des Bestreitens keines Beweises (§ 291 ZPO), sondern können vom Richter ohne Beweisaufnahme festgestellt werden. Die Regel dient damit der Prozessökonomie. Die Führung des Gegenbeweises ist jedoch zulässig.
Unterschieden wird zwischen allgemeinkundigen und gerichtsbekannten Tatsachen. Allgemeinkundig sind Tatsachen, die einer größeren Anzahl von Personen bekannt oder für diese ohne weiteres (z. B. aus allgemein zugänglichen Quellen wie Zeitschriften und Nachschlagewerken) zuverlässig wahrnehmbar sind. Gerichtsbekannt sind Tatsachen, wenn das erkennende Gericht amtlich bereits Kenntnis von ihnen erlangt hat, z. B. in einem früheren Verfahren oder durch eine amtliche Mitteilung.
Privat erlangtes Sonderwissen des Richters darf dabei nicht einfließen, da er sonst gleichzeitig Zeuge und Richter wäre. Letzteres schließt die Zivilprozessordnung gemäß § 41 Nr. 5 ZPO aus.
Vor der Verwertung offenkundiger Tatsachen ist den Parteien rechtliches Gehör zu gewähren, jedenfalls ist dies nach dem Bundesgerichtshof der Fall, sofern die Parteien nicht mit der Verwertung rechnen mussten.

## Strafprozessrecht
Nach § 244 Abs. 3 S. 2 StPO darf ein Beweisantrag im Strafprozess abgelehnt werden, wenn eine Beweiserhebung wegen Offenkundigkeit überflüssig ist. Wie im Zivilprozessrecht (siehe oben) umfassen offenkundige Tatsachen allgemeinkundige und gerichtsbekannte Tatsachen. Abgelehnt werden darf ein Beweisantrag auch dann, wenn das Gegenteil der Beweistatsache offenkundig ist. Offenkundig ist z. B. der an den Juden begangene Völkermord unter der nationalsozialistischen Herrschaft (Holocaust).

## Verwaltungsprozessrecht
Im Verwaltungsprozess gilt über § 173 VwGO ebenfalls § 291 ZPO.